# Patriottismo socialista
(Pietro Secchia, Novara, 1951.)
Il patriottismo socialista, definito in maniera errata da alcuni interpreti nazionalismo di sinistra, rappresenta la posizione dei movimenti e dei partiti politici che si fanno promotori di una forma di patriottismo coniugata agli ideali socialisti e comunisti nell'ottica dell'internazionalismo proletario. La visione antimperialista, antischiavista, anticapitalista è quindi coniugata al principio dell'autodeterminazione dei popoli e della sovranità popolare. Per molti di questi movimenti (come ad esempio per i repubblicani irlandesi) la lotta di classe si è accompagnata ed intrecciata alla lotta per l'indipendenza nazionale, in quanto queste teorie e queste prassi politiche si sono sviluppate soprattutto in quei paesi in cui movimenti indipendentisti si sono contrapposti all'occupazione da parte di potenze straniere.

## Le radici socialiste
Lo stesso criterio si riferisce alla violenza verso le nazioni. Ogni guerra è violenza contro delle nazioni, e tuttavia ciò non impedisce ai socialisti di essere per la guerra rivoluzionaria. Qual è il carattere di classe della guerra? Ecco la questione fondamentale che si pone ogni socialista (se non è un rinnegato). La guerra imperialista del 1914-1918 è una guerra tra due gruppi della borghesia imperialista per la spartizione del mondo, per la spartizione del bottino, per il saccheggio e lo strangolamento delle nazioni piccole e deboli.»
(Lenin, La rivoluzione proletaria e il rinnegato Kautsky, 1918)

Marx e Lenin definivano il nazionalismo nemico del socialismo, in quanto il nazionalismo nasce ed esiste unicamente in funzione degli interessi politici ed economici dello stato borghese (L'Imperialismo, fase suprema del capitalismo). Nelle guerre imperialistiche i borghesi, cavalcando la propaganda nazionalista e razzista, coinvolgono i proletari soltanto come manodopera sacrificabile a difesa dei propri interessi. Per questi motivi Marx e Lenin incitavano il proletariato di tutto il mondo ad emanciparsi attraverso la lotta di classe, rivoltandosi contro la borghesia, senza fare distinzioni razziali o nazionali.
Il marxismo ha quindi sostenuto i movimenti indipendentisti che fossero interpreti della lotta di classe e che si opponessero all'occupazione delle potenze imperialiste, respingendo invece i movimenti nazionalisti di matrice borghese (come i fascismi). Stalin, sviluppando la teoria del "Socialismo in un solo paese", impresse alla lotta di classe anche un significato patriottico. Egli così facendo riuscì a conciliare il patriottismo con la teoria marxista, allargando il divario col nazionalismo borghese. 
Noi non temiamo le minacce degli aggressori e siamo pronti a rispondere con un doppio colpo a quello dei fautori di guerra»
(Stalin, Rapporto tenuto al XVIII Congresso del Partito Comunista (bolscevico) dell’U.R.S.S., 1939)
In questo senso, durante la Guerra fredda, polarizzandosi lo scontro tra blocco socialista e blocco imperialista, l'Unione Sovietica sostenne le rivolte indipendentiste dei popoli del Terzo Mondo che, seppur non sempre guidate da gruppi politici realmente ortodossi rivoluzionari, erano positive in chiave anti-imperialista, poiché portavano i popoli all'autodeterminazione politica, necessaria poi per lo sviluppo e la crescita delle forze progressiste e del Partito Comunista, unica vera forza rivoluzionaria capace di capovolgere i rapporti di forza a favore del proletariato.
In questa ottica sono state numerose in tutto il mondo le esperienze di gruppi comunisti che hanno fuso le dottrine marxiste-leniniste con idee patriottiche, solo apparentemente in contrasto con l'internazionalismo proletario marxista.

## Movimenti, partiti ed esperienze di lotta nella storia
Nella prima metà del XIX secolo sorsero in Europa e nel mondo diversi movimenti patriottici che, partendo da ideali egualitari e di giustizia sociale, si impegnarono in azioni insurrezionali e rivoluzionarie. Tutta la costruzione di questi movimenti patriottici in origine poggiava sulla rivendicazione di diritti secondo il modello offerto dalla rivoluzione francese del 1789. In Italia venne sviluppata da Giuseppe Mazzini un'organizzazione patriottica basata su principi opposti a quelli settari della carboneria: non più fiducia nei governanti ma nel popolo, non più programma politico noto solo ai capi dell'organizzazione ma programma pubblico. Se però il programma mazziniano voleva essere espressione non di una classe, ma di tutta la nazione, ci furono invece altri protagonisti del Risorgimento che fecero proprie le istanze socialiste ed internazionaliste allora nascenti. Tra questi si ricordano Giuseppe Garibaldi e Carlo Pisacane, il primo partecipante ai lavori della Prima Internazionale promossa da Marx, il secondo più vicino a posizioni anarco-comuniste e convinto fautore di una rivoluzione sociale in Italia.
Nello stesso periodo anche in America Latina si svilupparono lotte per l'indipendenza nazionale che traevano origine da istanze anticolonialiste ed antischiaviste. Tra i maggiori protagonisti di queste lotte ci furono Simón Bolívar, responsabile della liberazione dal dominio spagnolo di numerosi stati sudamericani, e José Martí, leader del movimento per l'indipendenza cubana.
Al diffondersi delle idee socialiste in Europa contribuì in maniera fondamentale Karl Marx che, con la sua analisi materialistica, individuava nella lotta di classe lo sbocco per tutte le istanze rivoluzionarie delle classi subalterne (compresi i popoli soggiogati dal dominio delle grandi potenze del tempo). Marx dedicò nella fattispecie molta importanza all'Irlanda, definita come una "colonia interna" della Gran Bretagna. Esso così si esprimeva in relazione alla questione irlandese:
D’altro canto: se domani l’esercito e la polizia inglese si ritirano dall’Irlanda, voi avrete immediatamente una rivoluzione agraria in Irlanda. La caduta dell’aristocrazia inglese in Irlanda condiziona, a sua volta, e ha come conseguenza necessaria la sua caduta in Inghilterra. Ciò soddisferebbe la condizione preliminare per la rivoluzione proletaria in Inghilterra. Poiché in Irlanda, sino ad oggi, la questione agraria è stata la forma esclusiva della questione sociale, poiché essa è una questione di pura sopravvivenza, una questione di vita o di morte, per l’immensa maggioranza del popolo irlandese, poiché, al tempo stesso, essa è inscindibile dalla questione nazionale, l’annientamento dell’aristocrazia fondiaria inglese in Irlanda è un’operazione infinitamente più facile che non in Inghilterra.»
(Karl Marx, Lettera a Sigfried Meyer e August Vogt , 9 aprile 1870)